# 小行星9032
小行星9032（9032 Tanakami）是一颗围绕太阳公转的小行星。1989年11月23日，關勉在藝西天文台发现了此天体。
該小行星以日本滋賀縣大津市的田上山命名。
这颗小行星的绝对星等为46.22418等。